# Jumbilla
Jumbilla – miasto w Peru, w regionie Amazonas, stolica prowincji Bongará. W 2008 liczyło 1 355 mieszkańców.